# Europameisterschaften im Modernen Fünfkampf 1997
Die Europameisterschaften im Modernen Fünfkampf 1997 wurden bei den Herren in Székesfehérvár, Ungarn, sowie bei den Damen in Moskau, Russland, ausgetragen.
Deutschland sicherte sich zwei Podiumsplätze. Valeri Andreev wurde im Einzel Vizeeuropameister, während die Herrenstaffel Bronze gewann.

## Herren

### Einzel
| Platz | Land        | Sportler            |
| ----- | ----------- | ------------------- |
| 1     | Russland    | Dmitri Swatkowski   |
| 2     | Deutschland | Valeri Andreev      |
| 3     | Lettland    | Vjačeslavs Duhanovs |

### Mannschaft
| Platz | Land     | Sportler                                          |
| ----- | -------- | ------------------------------------------------- |
| 1     | Russland | Dmitri Swatkowski Eduard Senowka Grigori Bremel   |
| 2     | Ungarn   | Ákos Kállai János Martinek Péter Sárfalvi         |
| 3     | Polen    | Dariusz Mejsner Maciej Czyżowicz Andrzej Stefanek |

### Staffel
| Platz | Land        | Sportler                                            |
| ----- | ----------- | --------------------------------------------------- |
| 1     | Ungarn      | Ádám Madaras Gábor Balogh Ákos Kállai               |
| 2     | Frankreich  | Olivier Clergeau Christophe Ruer Sébastien Deleigne |
| 3     | Deutschland | Jan Veder Valeri Andreev Oliver Strangfeld          |

## Damen

### Einzel
| Platz | Land                   | Sportlerin       |
| ----- | ---------------------- | ---------------- |
| 1     | Vereinigtes Königreich | Kate Allenby     |
| 2     | Polen                  | Iwona Kowalewska |
| 3     | Polen                  | Edyta Małoszyc   |

### Mannschaft
| Platz | Land     | Sportlerinnen                                        |
| ----- | -------- | ---------------------------------------------------- |
| 1     | Polen    | Iwona Kowalewska Anna Sulima Edyta Małoszyc          |
| 2     | Italien  | Federica Foghetti Claudia Cerutti Fabiana Fares      |
| 3     | Russland | Jelisaweta Suworowa Tatjana Muratowa Olga Muchortowa |

### Staffel
| Platz | Land                   | Sportlerinnen                                        |
| ----- | ---------------------- | ---------------------------------------------------- |
| 1     | Russland               | Jelisaweta Suworowa Tatjana Muratowa Olga Muchortowa |
| 2     | Vereinigtes Königreich | Kate Allenby Julia Allen Kate Houston                |
| 3     | Ungarn                 | Bea Simóka Katalin Partics Zsuzsanna Vörös           |

## Medaillenspiegel
| Platz | Land                   | Goldmedaille | Silbermedaille | Bronzemedaille |
| ----- | ---------------------- | ------------ | -------------- | -------------- |
| 1     | Russland               | 3            | –              | 1              |
| 2     | Polen                  | 1            | 1              | 2              |
| 3     | Ungarn                 | 1            | 1              | 1              |
| 4     | Vereinigtes Königreich | 1            | 1              | –              |
| 5     | Deutschland            | –            | 1              | 1              |
| 6     | Frankreich             | –            | 1              | –              |
| 6     | Italien                | –            | 1              | –              |
| 8     | Lettland               | –            | –              | 1              |